# Баранова Тетяна Іванівна
Тетя́на Іва́нівна Бара́нова (26 жовтня 1955 , Київ  — 8 січня 2022 ) — голова Державної архівної служби України з жовтня 2014 року по 25 вересня 2019 року.

## Життєпис
У 1982 році закінчила Білоруський державний університет за спеціальністю правознавство та здобула кваліфікацію юриста.
До 2004 року працювала в органах юстиції.
З серпня 2004 року призначена заступником директора департаменту нотаріату та реєстрації адвокатських об'єднань Міністерства юстиції України.
Кандидат у депутати Київської обласної ради по виборчому округу № 56 від «Єдиного Центру» разом із Олександром Януковичем.
З вересня 2010 року радник Міністра юстиції України.
З квітня 2011 року приватний нотаріус Київського міського нотаріального округу.
З квітня 2014 року директор департаменту нотаріату та банкрутства Міністерства юстиції України.
У жовтні 2014 року призначена Головою Державної архівної служби України.
Є автором кількох десятків статей, коментарів на різноманітні теми з питань нотаріату.
11 листопада 2017 року надіслала листа до обласних державних адміністрацій «Про вчинення провокацій у приміщеннях державних архівів», що стало відповіддю на дії громадських активістів щодо захисту законних прав користувачів архівних установ.
Звільнена з посади голови Державної архівної служби України Розпорядженням КМУ № 830-р від 25.09.2019.

## Нагороди та відзнаки
Має нагороди від Міністерства юстиції, Української нотаріальної палати, Київської міської державної адміністрації, профспілкових організацій.
Заслужений юрист України.
Брала участь у міжнародних проектах, зокрема в програмі співробітництва Міністерства юстиції України з Квебекською нотаріальною палатою Канади, українсько-нідерландському проекті «Впровадження нового Цивільного кодексу України». Була учасником Порогової програми Корпорації «Виклики тисячоліття» між урядами США і України.

## Цікаві факти
- Вважала, що в статті 20 Закону України «Про Національний архівний фонд та архівні установи» жодним чином не сказано, що користувач має право копіювати власними засобами[5].